# 橋田村
橋田村（はしだむら）は、かつて新潟県中蒲原郡にあった村。

## 沿革
- 1889年（明治22年）4月1日 - 町村制施行に伴い中蒲原郡橋田村、土深村、能代村、山崎村、小熊村、丸田村、石倉村、西四ツ屋村、尻上村、菅沢村、大沢村が合併し、橋田村が発足。
- 1898年（明治31年）12月9日 - 大字能代・土深を分離し、中蒲原郡五泉町に編入。
- 1954年（昭和29年）11月3日 - 中蒲原郡五泉町、巣本村、川東村と合併し、市制施行して五泉市となり消滅。